# Alfons Peeters
Alfons Peeters (21 de janeiro de 1943) é um ex-futebolista belga que competiu na Copa do Mundo FIFA de 1970.